# Gustav Meyer zu Belm

Gustav Meyer zu Belm

Gustav Meyer zu Belm (* 23. Oktober 1889 in Belm; † 30. September 1953 in Oldenburg) war ein deutscher Politiker (DVP).

## Leben
Meyer zu Belm wurde als Sohn eines Landwirtes geboren. Von 1895 bis 1904 besuchte er die Volksschule in Belm und wurde von 1905 bis 1908 an der Landwirtschaftsschule Herford ausgebildet. Von 1911 bis 1912 gehörte Meyer zu Belm dem Mindenschen Feldartillerie-Regiment Nr. 58 in Minden an. Anschließend war er erneut in der Landwirtschaft tätig. Von 1914 bis 1918 nahm er am Ersten Weltkrieg teil, zuerst bis 1915 als Artillerieoffizier und dann von 1916 bis Kriegsende als Flieger. 1919 übernahm Meyer zu Belm die Bewirtschaftung des Besitzes seines Vaters. 1920 heiratete er. Politisch begann er sich zu dieser Zeit in der Deutschen Volkspartei (DVP) zu engagieren.
Bei den Reichstagswahlen vom September 1930 zog Meyer zu Belm als Reichswahlvorschlag der DVP in den Reichstag der Weimarer Republik ein, dem er bis zum Juli 1932 angehörte. Daneben war er zeitweise Vorsitzender der Kreisbauernschaft Osnabrück. Nach der Machtergreifung wurde er aus allen Ämtern entfernt. Im Zweiten Weltkrieg war er von 1934 bis 1944 Soldat. Nach Kriegsende nahm er wieder am politischen Leben teil. Er zählte zu den Mitbegründern der CDU im Landkreis und war bis 1953 Vorsitzender des Kreislandvolkverbandes. Im Jahr 1949 war Meyer zu Belm an der Gründung der Landwirtschaftskammer Weser-Ems beteiligt und amtierte als deren Präsident.